# 小行星80652
小行星80652（80652 Albertoangela）是一颗绕太阳运转的小行星，为主小行星带小行星。该小行星于2000年1月20日发现。
該小行星以義大利古生物學家阿爾貝托·安吉拉命名。

## 轨道参数
小行星80652的轨道半长轴为341 074 716 km，2.2799112 UA，离心率为0.075。